# Jämsänkoski
Jämsänkoski är en före detta stad i landskapet Mellersta Finland i Västra Finlands län. Staden ligger vid ån Jämsänjoki.
Jämsänkoski sammanslogs den 1 januari 2009 med grannstaden Jämsä . Vid sammanslagningen antogs namnet från Jämsä medan kommunvapnet antogs från Jämsänkoski. Jämsänkoski hade vid sammanslagningen cirka 7 400 invånare  och en yta på 448,56 km², varav landarealen var 401,75 km² .
Jämsänkoski är enspråkigt finskt.

## Historia
Jämsänkoski fick stadsrättigheter 1986.
Järnvägsförbindelse till  Orivesi öppnades 1951, och 1962 inleddes byggandet av banan Jämsänkoski-Jyväskylä, som invigdes 1978.

### Industri
Jämsänkoski är  industriort med bl.a. pappers- och kemisk industri. Orten växte upp kring en sulfitcellulosafabrik, som fanns 1887-1981 vid Jämsänkoski fors. Senare kompletterades den med bl.a. pappersbruk. Fortfarande 2024 drivs pappers-, pappersförädlings- och cellulosaindustri på orten. UPM-Kymmene Oys (eng.United Paper Mills) pappersfabrik i Jämsänkoski  är ortens största arbetsgivare.
Fabriksmiljön i Jämsänkoski finns med i listan på  byggda kulturmiljöer av riksintresse (RKY-inventering efter finskans rakennettu kulttuuriympäristö).

## Geografi
Linnasenvuori, Finlands veterligen nordligaste borgberg, med lämningar av en fornborg från ca 1000 e.Kr finns i Jämsä.

### Avstånd till större städer
- Helsingfors 233 km
- Tammerfors 100 km
- Uleåborg 394 km
- Jyväskylä 55 km

## Politik
Jämsänkoskes kommunfullmäktiga hade 27 ledamöter vid tiden av kommunsammanslutningen och socialdemokraterna var den största gruppen.

### Mandatfördelning i Jämsänkoski stad, valen 1976–2004
| 11 | 12 | 5 |  | 6 |

| 11 | 12 | 5 | 7 |

| 10 | 11 | 2 | 5 | 7 |

| 10 | 12 | 2 | 7 | 4 |

| 9 | 15 |  | 4 |  | 5 |

| 6 | 11 | 4 | 2 |  | 3 |

| 6 | 11 | 3 | 4 | 3 |

| 6 | 11 | 3 | 3 |  | 3 |

| 16 | 11 |

## Kända personer från Jämsänkoski
- Merja Rantanen, orienterare